# DRADA
DRADA (Abk. für Doppelsträngige RNA-spezifische Adenosin-Desaminase) ist ein Enzym in den Zellen von Wirbeltieren. DRADA wandelt Adenosin-Nukleotidbausteine innerhalb von RNA zu Inosin um. Diese Reaktion ist einerseits Teil des RNA-Editing eigener mRNA im Zellkern. Andererseits kann damit die Erbinformation von in die Zelle eingedrungener Virus-RNA zerstört werden. Beim Menschen kommt DRADA in allen Gewebetypen vor, insbesondere aber in aktivierten T-Zellen, im Gehirn und der Lunge. Mutationen im ADAR-Gen können zu Enzymmangel, und dieser zu einer (seltenen) Hautkrankheit führen.
{\displaystyle \mathrm {\ {\xrightarrow {DRADA}}} }
Desaminierung von Adenosin zu Inosin
Inosin wird während der Translation von RNA als Guanosin betrachtet. Daher erzeugt eine Änderung der RNA von Adenosin zu Inosin am Ende ein verändertes Protein. Dadurch wird die Protein-Diversität im Organismus beträchtlich erhöht. Die durch DRADA erreichte Vielzahl an Proteinen ist für die Organismen lebensnotwendig, da beispielsweise das Glutamat-Rezeptor-Protein nur so erzeugt werden kann.
Es gibt Hinweise darauf, dass Verminderung der Enzymaktivität in Mäusen hilfreich bei der Melanom-Therapie sein könnte. Überraschenderweise ist DRADA notwendig für das HI-Virus, um sich zu vervielfältigen. Offensichtlich wird der RNA-Editing-Mechanismus vom Virus zum Spleißen seiner RNA benutzt.